# گردآفرید (نقال)
گردآفرید با نام پیشین فاطمه حبیبی‌زاد (زاده ۷ بهمن ۱۳۵۵، اهواز) از مشهورترین شاهنامه خوانان ایرانی است. لقب گردآفرید در تاریخ ۱ فروردین ۱۳۸۷، توسط نقالان معروف ایرانی، مرشد ولی الله ترابی، مرشد محمد مداحی و درویش جلالی معصوم شاهی به وی اعطا گردید؛ گواهینامه این سند و نامگذاری در لس آنجلس تایمز منتشر شده است. وی کارشناس موزه از دانشکده میراث فرهنگی بوده و از نخستین زنانی است که در جشنواره‌های ایرانی و فستیوال‌های هنری خارج از ایران، به اجرای نقالی و نمایش‌های فولکلور ایرانی پرداخته‌است.
از دیگر فعالیت‌های وی می‌توان به اجرای برنامه در صدا و سیمای ایران و تدریس در دانشکده هنرهای زیبا و تألیف کتاب اشاره داشت. وی را سرشناس‌ترین شاگرد مرشد ترابی می‌شناسند. وی در فوریه ۲۰۱۰ به ایالات متحده آمریکا مهاجرت نمود و اکنون در دانشگاه یوسی‌ای‌ال با عنوان مدرس به دانشجویان علاقه‌مند به زبان فارسی، تدریس می‌کند.

## فعالیت‌ها
- جمع‌آوری طومارهای کهن نقالی از مناطق مختلف ایران[۴]
- پژوهش در زمینهٔ سبک‌های مختلف نقل پهلوانی و داستان‌گزاری[۳]
- تشکیل کارگاه‌های آموزشی در مدارس، موسسات مختلف آموزش بازیگری و موسیقی، دانشکده هنرهای زیبا و تدریس نقالی و شاهنامه‌خوانی به کودکان، نوجوانان و جوانان
- برنامه سازی در حوزهٔ شاهنامه، نقالی، آیین‌های ملی و فولکلور برای شبکه‌های مختلف داخلی و بین‌المللی
- اجرای برنامه در فستیوال‌ها و دانشگاه‌های خارج از ایران
- تألیف مقدمات متعدد پژوهشی در زمینهٔ شاهنامه، نقالی پهلوانی، آیین‌های داستان‌گزاری، نمایش‌های ملی، ایرانشناسی، میراث فرهنگی، فرهنگ عامه و مردم
- سردبیر فصلنامهٔ فرهنگی مهرگیا در کالیفرنیا

### تالیفات
- آفرین آفرینش (۱۳۸۷) (به سفارش برنامه عمران ملل متحد)